# Ros Muc
Ros Muc (le nom est parfois anglicisé en Rosmuck, même si cette dénomination n’a rien d’officiel) est un village situé sur la côte nord de la Baie de Galway, dans le Comté de Galway, en Irlande. La population est environ 500 habitants.
Le village se trouve au cœur du Gaeltacht de Connemara, une région où l’irlandais reste toujours la langue parlée au quotidien par les habitants. Ros Muc est connu comme le village le plus gaelophone d’Irlande.
L’écrivain et homme politique Patrick Pearse habitait souvent Ros Muc en été.